# Китайське національне шосе 105
Китайське національне шосе 105 (G105) пролягає від Пекіна до Макао через Ланфан, Чуанчжоу, Дечжоу, Дондж, Цзінін, Шуаньйоу, Фуян, Люань, Цзюцзян, Наньчан, Цзянь, Гуанчжоу та Чжухай. Він працює приблизно до 2717 км, і на карті проходить по прямій лінії від Пекіна до Гуанчжоу.
Через міст Лотос він з’єднаний з Макао, цю ділянку було обрано для розширення G105 у 2013 році згідно з новим планом на 2013-2030 роки Державним комітетом з розвитку та реформ КНР та Міністерством комунікацій КНР.

## Маршрут і відстань
| Маршрут і відстань |               |
| \| Місто \| Відстань (км) \| \| ---------------------- \| ------------- \| \| Пекін, Пекін \| 0 \| \| Ланфан, Хебей \| 60 \| \| Сіцін, Тяньцзінь \| 102 \| \| Цзінхай, Тяньцзінь \| 115 \| \| Повіт Цін, Хебей \| 120 \| \| Цанчжоу, Хебей \| 224 \| \| Ботоу, Хебей \| 328 \| \| Дунгуан, Хебей \| 330 \| \| Вуцяо, Хебей \| 433 \| \| Дечжоу, Шаньдун \| 436 \| \| Гаотан, Шаньдун \| 542 \| \| Дун'е, Шаньдун \| 648 \| \| Піньїнь, Шаньдун \| 651 \| \| Дунпін, Шаньдун \| 755 \| \| Веньшан, Шаньдун \| 758 \| \| Цзінін, Шаньдун \| 862 \| \| Цзіньсян, Шаньдун \| 866 \| \| Округ Шань, Шаньдун \| 970 \| \| Шанцю, Хенань \| 976 \| \| Район Суйян, Хенань \| 1077 \| \| Бочжоу, Аньхой \| 1193 \| \| Повіт Тайхе, Аньхой \| 1271 \| \| Фуян, Аньхой \| 1305 \| \| Люань, Аньхой \| 1314 \| \| Хуошань, Аньхой \| 1419 \| \| Округ Юсі, Аньхой \| \| \| Сусон, Аньхой \| 1443 \| \| Повіт Хуанмей, Хубей \| 1545 рік \| \| Цзюцзян, Цзянсі \| 1541 рік \| \| Район Лушань, Цзянсі \| 1654 рік \| \| Деан, Цзянсі \| 1658 рік \| \| Наньчан, Цзянсі \| 1659 рік \| \| Фенчен, Цзянсі \| 1575 рік \| \| Чжаншу, Цзянсі \| 1578 рік \| \| Повіт Синган, Цзянсі \| 1582 рік \| \| Сяцзян, Цзянсі \| 1684 рік \| \| Цзішуй, Цзянсі \| 1688 рік \| \| Цзянь, Цзянсі \| 1791 рік \| \| Повіт Тайхе, Цзянсі \| 1795 рік \| \| Суйчуань, Цзянсі \| 1803 рік \| \| Ганьчжоу, Цзянсі \| 1803 рік \| \| Повіт Сіньфен, Цзянсі \| 1919 рік \| \| Ляньпін, Гуандун \| 1935 рік \| \| Округ Сіньфен, Гуандун \| 2140 \| \| Гуанчжоу, Гуандун \| 2358 \| \| Шунде, Гуандун \| 2563 \| \| Чжуншань, Гуандун \| 2671 \| \| Чжухай, Гуандун \| 2717 \| |               |
| Місто | Відстань (км) |
| Пекін, Пекін | 0             |
| Ланфан, Хебей | 60            |
| Сіцін, Тяньцзінь | 102           |
| Цзінхай, Тяньцзінь | 115           |
| Повіт Цін, Хебей | 120           |
| Цанчжоу, Хебей | 224           |
| Ботоу, Хебей | 328           |
| Дунгуан, Хебей | 330           |
| Вуцяо, Хебей | 433           |
| Дечжоу, Шаньдун | 436           |
| Гаотан, Шаньдун | 542           |
| Дун'е, Шаньдун | 648           |
| Піньїнь, Шаньдун | 651           |
| Дунпін, Шаньдун | 755           |
| Веньшан, Шаньдун | 758           |
| Цзінін, Шаньдун | 862           |
| Цзіньсян, Шаньдун | 866           |
| Округ Шань, Шаньдун | 970           |
| Шанцю, Хенань | 976           |
| Район Суйян, Хенань | 1077          |
| Бочжоу, Аньхой | 1193          |
| Повіт Тайхе, Аньхой | 1271          |
| Фуян, Аньхой | 1305          |
| Люань, Аньхой | 1314          |
| Хуошань, Аньхой | 1419          |
| Округ Юсі, Аньхой |               |
| Сусон, Аньхой | 1443          |
| Повіт Хуанмей, Хубей | 1545 рік      |
| Цзюцзян, Цзянсі | 1541 рік      |
| Район Лушань, Цзянсі | 1654 рік      |
| Деан, Цзянсі | 1658 рік      |
| Наньчан, Цзянсі | 1659 рік      |
| Фенчен, Цзянсі | 1575 рік      |
| Чжаншу, Цзянсі | 1578 рік      |
| Повіт Синган, Цзянсі | 1582 рік      |
| Сяцзян, Цзянсі | 1684 рік      |
| Цзішуй, Цзянсі | 1688 рік      |
| Цзянь, Цзянсі | 1791 рік      |
| Повіт Тайхе, Цзянсі | 1795 рік      |
| Суйчуань, Цзянсі | 1803 рік      |
| Ганьчжоу, Цзянсі | 1803 рік      |
| Повіт Сіньфен, Цзянсі | 1919 рік      |
| Ляньпін, Гуандун | 1935 рік      |
| Округ Сіньфен, Гуандун | 2140          |
| Гуанчжоу, Гуандун | 2358          |
| Шунде, Гуандун | 2563          |
| Чжуншань, Гуандун | 2671          |
| Чжухай, Гуандун | 2717          |